# Шарафутдинов, Рим Амирович
Рим Амирович Шарафутдинов (род. 8 мая 1969, Одесса) — российский режиссёр-мультипликатор, аниматор, сценарист. Заслуженный работник культуры Башкортостана.

## Биография
Учился в Уфимском радиотехническом техникуме, а затем на курсах анимации при киностудии «Казахфильм» (окончил в 1991 году). Возглавляет цех анимации киностудии «Башкортостан».
Во второй половине 2010-х годов учился во ВГИКе (мастерская О. В. Добрынина, окончил в 2020 году), дипломной работой стал фильм «Правила рисовальщика»).
Среди работ — «Шейдулла-лентяй» (из цикла «Гора самоцветов», 2004), «Алдар и серый волк» (2013), «Ни пуха, ни пера» (2015, премия Икар-2015 как лучшему аниматору), «Super 8» (2015), Ёлки (2017). Киновед И. Бобылёв считает фильм «Super 8» особым в творчестве Шарафутдинова:
«Так, если работы последних лет представляют собой истории, фольклорная основа которых органично взаимодействует с американской комической, а линейно развивающееся действие есть ни что иное как вереница гэгов, организованных либо в перипетийной логике сказки („Алдар и серый волк“), либо по принципу эстафеты („Ни пуха, ни пера“), то „Super 8“ отказывается от традиционной повествовательности в пользу драматургии изобразительной»
.
И сам режиссёр, и киноведы признают влияние на работы Шарафутдинова творчества Б. Дёжкина.

## Фильмография
| Год  | Произведение                                   | Страна                      | Участие                                                        |
| ---- | ---------------------------------------------- | --------------------------- | -------------------------------------------------------------- |
| 1996 | «Первый полёт»                                 | Россия                      | Режиссёр, композитор аниматор                                  |
| 1996 | «Сад расходящихся тропок»                      | Россия                      | Режиссёр и сценарист одной из новелл                           |
| 1999 | «Мешок обмана»                                 | Россия                      | Режиссёр, сценарист, художник, аниматор                        |
| 2002 | «Храброе сердце»                               | Россия                      | Режиссёр, сценарист, художник, аниматор                        |
| 2004 | «Шейдулла-лентяй» (из цикла «Гора самоцветов») | Россия                      | Режиссёр, сценарист                                            |
| 2005 | «Ну, Погоди!» (Выпуск 19)                      | Россия                      | Аниматор                                                       |
| 2005 | «Счастье. Миры братьев Стругацких»             | Россия                      | Режиссёр, сценарист, художник-постановщик, аниматор            |
| 2006 | «Ну, Погоди!» (Выпуск 20)                      | Россия                      | Аниматор                                                       |
| 2006 | «Сердце зверя» (из цикла «Гора самоцветов»)    | Россия                      | Аниматор                                                       |
| 2009 | «Та сторона, где ветер»                        | Россия                      | Режиссёр, сценарист, художник-постановщик, аниматор            |
| 2010 | «Сын охотника»                                 | Россия                      | Режиссёр, сценарист, аниматор                                  |
| 2011 | «Глупый волк»                                  | Россия                      | Режиссёр, сценарист, аниматор                                  |
| 2013 | «Алдар и серый волк»                           | Россия                      | Режиссёр, сценарист, художник-постановщик, аниматор            |
| 2015 | «Ни пуха, ни пера»                             | Россия                      | Режиссёр, сценарист, художник-постановщик, аниматор            |
| 2015 | «Совы нежные»                                  | Россия, Белоруссия, Украина | Режиссёр, сценарист, аниматор одной из новелл                  |
| 2015 | «Реквием»                                      | Россия                      | Режиссёр, сценарист                                            |
| 2015 | «SUPER 8»                                      | Россия                      | Режиссёр, сценарист                                            |
| 2016 | «Супер 9»                                      | Россия                      | Режиссёр, сценарист, художник-постановщик, аниматор            |
| 2016 | «Popcorn»                                      | Россия                      | Режиссёр, сценарист, художник-постановщик, аниматор            |
| 2016 | «Листопад» (альманах «Зелёное яблоко»)         | Россия                      | Режиссёр, аниматор                                             |
| 2016 | «Мой папа — клоун»                             | Россия                      | Режиссёр, сценарист, художник-постановщик                      |
| 2017 | «Ёлки»                                         | Россия                      | Режиссёр, сценарист, художник-постановщик, актёр озвучивания   |
| 2018 | «Волшебная история, Охотник Юлдыбай»           | Россия                      | Режиссёр, сценарист, художник-постановщик                      |
| 2018 | «Ай да Пушкин!»                                | Россия                      | Режиссёр, художник-постановщик, аниматор, композинг            |
| 2020 | «Правила рисовальщика»                         | Россия                      | Режиссёр, сценарист, художник-постановщик, аниматор, композинг |
| 2021 | «Пираты Каспийского моря»                      | Россия                      | Режиссёр, сценарист, художник-постановщик, аниматор, композинг |